# Schroederichthys
Genre
Schroederichthys est un genre de requins vivant autour de l'Amérique du Sud.

## Liste des espèces
Selon FishBase & ITIS :
- Schroederichthys bivius J. P. Müller & Henle, 1838
- Schroederichthys chilensis Guichenot, 1848
- Schroederichthys maculatus S. Springer, 1966
- Schroederichthys saurisqualus Soto, 2001
- Schroederichthys tenuis S. Springer, 1966